# زیزون، درعا
زیزون (به عربی: زیزون) یک روستا در سوریه است که در استان درعا واقع شده‌است. زیزون ۱٬۹۳۳ نفر جمعیت دارد.